# Rochelle Hudson
Rochelle Hudson (6 de marzo de 1914 (algunas fuentes indican 1916) - 17 de enero de 1972) fue una actriz cinematográfica estadounidense que trabajó entre las décadas de 1930 y 1960. 
Nacida en Oklahoma City, es recordada por su actuación en Wild Boys of the Road (1933), por su papel de Cosette en Los Miserables (1935), y por su interpretación de la madre de Natalie Wood en Rebelde sin causa (1955). En su apogeo en los años 1930, tuvo varios papeles notables, entre los que destacan: la enamorada de Richard Cromwell en la película de Will Rogers Life Begins at 40 (1935), la hija de W.C. Fields en Poppy (1936), la hija de Claudette Colbert en Imitation of Life (1934). También interpretó a Sally Glynn en el filme de 1933 de la Paramount She Done Him Wrong, con Mae West. Además de todo ello, en 1931 Hudson fue elegida una de las WAMPAS Baby Stars.
Estuvo casada en cuatro ocasiones: con Harold Thompson, ejecutivo de los estudios Disney, con Dick Irving Hyland, cronista deportivo del Los Angeles Times, con Charles Bursa y con Robert Mindell. 
Todos sus matrimonios acabaron en divorcio y no tuvo hijos. Falleció a causa de una neumonía secundaria a una enfermedad hepática en Palm Desert (California).
Tiene una estrella en el Paseo de la Fama de Hollywood, en el 6200 de Hollywood Boulevard.